# Bosford
Bosford è una marca di gin Inglese commercializzato in tutto il mondo. Il marchio è detenuto dall'azienda alimentare bermudiana Bacardi.

## Storia
Il gin Bosford nasce nel 1948, quando l'azienda Martini & Rossi acquisisce da due britannici, D. Collins e K. Briant, un'antica ricetta ideata da William Henry Palmer. La ricetta inglese porta l'azienda a sostituire il marchio di gin Martini con un marchio creato ad hoc, il Bosford gin appunto.

## Prodotto
Il gin Bosford è il gin di categoria standard dell'azienda Bacardi, coprendo quindi la fascia fra i 6 e i 10 € per bottiglia. Il gusto è deciso, secco, rotondo, con un retrogusto di frutta secca tostata. All'olfatto risulta pungente e neutro..